# Premi del Llibre Inter
El premi del Llibre Inter, en francès i oficialment Prix du Livre Inter, és un Premi literari creat l'any 1975 per Paul-Louis Mignon. És atorgat anualment el mes de maig o juny per un jurat format per 24 oients de France Inter (12 homes i 12 dones) sota la presidència d'un escriptor de renom i l'organització de la critica Éva Bettan, seguint una selecció realitzada per crítics literaris.

## Història
Aquest premi literari de la cadena de ràdio France Inter va ser creat l'any 1975 sobre una idea de Paul-Louis Mignon qui desitjava que el públic d'aquesta emissora nacional decidís cada any un premi dels lectors per les vacances d'aquell any. A partir d'aquell moment, un jurat paritari de 24 persones d'arreu de les regions franceses fou constituït anualment, i gestionats per la secretària del Premi, la critica Éva Bettan. La selecció dels llibres en competició es realitzar segons les recomanacions de diverses crítiques literàries de la premsa escrita o de la ràdio, amb l'objectiu de realitzar una preselecció d'una quarantena de llibres, dels quals només deu seran en competició a la llista oficial.
Els arxius històrics de Radio France relatius al Premi del Llibre Inter (1975-2013) s'han conservat i són consultables a l'Arxiu nacional de Francça.

## Llista de guanyadors
| Any  | Obra                                                                | Guanyador               | Editorial(vegada) | President del jurat    |
| ---- | ------------------------------------------------------------------- | ----------------------- | ----------------- | ---------------------- |
| 1975 | Des demeures et des gens                                            | Catherine d'Etchéa      | La Table Ronde    | Pierre Emmanuel        |
| 1976 | Le Ravenala ou l'Arbre du voyageur                                  | Jacques Perry           | Albin Michel      | Maurice Genevoix       |
| 1977 | Ana non                                                             | Agustin Gómez-Arcos     | Stock             | Alain Peyrefitte       |
| 1978 | L'Enfant de Bohème                                                  | Daniel Boulanger        | Gallimard         | Robert Sabatier        |
| 1979 | La Décharge                                                         | Béatrix Beck            | Le Sagittaire     | Alain Decaux           |
| 1980 | Le Testament d'un poète juif assassiné                              | Elie Wiesel             | Seuil             | Maurice Denuzière      |
| 1981 | Les Demoiselles de Beaumoreau                                       | Marguerite Gurgand      | Mazarine          | Françoise Mallet-Joris |
| 1982 | La Lumière du Nord                                                  | Marcel Schneider        | Grasset           | Jeanne Bourin          |
| 1983 | Le Bouchot                                                          | Hortense Dufour         | Grasset (2)       | François Nourissier    |
| 1984 | La Mémoire d'Abraham                                                | Marek Halter            | Laffont           | Hortense Dufour        |
| 1985 | Un cauchemar                                                        | Jean-Jacques Brochier   | Albin Michel (2)  | Michèle Perrein        |
| 1986 | L'Enfer                                                             | René Belletto           | P.O.L.            | Jean-Noël Jeanneney    |
| 1987 | Qui se souvient des hommes...                                       | Jean Raspail            | Laffont (2)       | Henri Troyat           |
| 1988 | Misayre ! Misayre !                                                 | François Salvaing       | Balland           | Jacques Laurent        |
| 1989 | Petite Chronique des gens de nuit dans un port de l'Atlantique Nord | Philippe Hadengue       | Maren Sell        | Erik Orsenna           |
| 1990 | La Petite Marchande de prose                                        | Daniel Pennac           | Gallimard (2)     | Paul Guimard           |
| 1991 | La Voyeuse interdite                                                | Nina Bouraoui           | Gallimard (3)     | Jean d'Ormesson        |
| 1992 | Le Troisième Mensonge                                               | Agota Kristof           | Seuil (2)         | Hector Bianciotti      |
| 1993 | Des choses idiotes et douces                                        | Frédéric Boyer          | P.O.L. (3)        | Michel Del Castillo    |
| 1994 | Quoi de neuf sur la guerre ?                                        | Robert Bober            | P.O.L. (4)        | Yves Simon             |
| 1995 | Madame Arnoul                                                       | Jean-Noël Pancrazi      | Gallimard (4)     | Paule Constant         |
| 1996 | Un secret sans importance                                           | Agnès Desarthe          | L'Olivier         | Jorge Semprún          |
| 1997 | Instruments des ténèbres                                            | Nancy Huston            | Actes Sud         | Jean Vautrin           |
| 1998 | La Maladie de Sachs                                                 | Martin Winckler         | P.O.L. (5)        | Daniel Pennac          |
| 1999 | En attendant le vote des bêtes sauvages                             | Ahmadou Kourouma        | Seuil (3)         | JMG Le Clézio          |
| 2000 | Des anges mineurs                                                   | Antoine Volodine        | Seuil (4)         | Jean Rouaud            |
| 2001 | Apprendre à finir                                                   | Laurent Mauvignier      | Minuit            | Marie Darrieussecq     |
| 2002 | Un soir au club                                                     | Christian Gailly        | Minuit (2)        | Philippe Djian         |
| 2003 | La Petite Chartreuse                                                | Pierre Péju             | Gallimard (5)     | Emmanuel Carrère       |
| 2004 | L'Homme-sœur                                                        | Patrick Lapeyre         | P.O.L. (6)        | Nancy Huston           |
| 2005 | L'Étourdissement                                                    | Joël Egloff             | Buchet-Chastel    | Olivier Rolin          |
| 2006 | La Chambre de la Stella                                             | Jean-Baptiste Harang    | Grasset (3)       | Jean Echenoz           |
| 2007 | Ouest                                                               | François Vallejo        | Viviane Hamy      | Camille Laurens        |
| 2008 | Le Boulevard périphérique                                           | Henry Bauchau           | Actes Sud (2)     | Alberto Manguel        |
| 2009 | Zone                                                                | Mathias Enard           | Actes Sud (3)     | Marc Dugain            |
| 2010 | Les Hommes-couleurs                                                 | Cloé Korman             | Seuil (5)         | Catherine Clément      |
| 2011 | Que font les rennes après Noël ?                                    | Olivia Rosenthal        | Verticales        | Amin Maalouf           |
| 2012 | Supplément à la vie de Barbara Loden                                | Nathalie Léger          | P.O.L. (7)        | Amélie Nothomb         |
| 2013 | Sombre dimanche                                                     | Alice Zeniter           | Albin Michel (3)  | Geneviève Brisac       |
| 2014 | Faillir être flingué                                                | Céline Minard           | Rivages           | Alain Mabanckou        |
| 2015 | Jacob, Jacob                                                        | Valérie Zenatti         | L'Olivier (2)     | Jean-Christophe Rufin  |
| 2016 | 7                                                                   | Tristan Garcia          | Gallimard (6)     | Agnès Desarthe         |
| 2017 | Règne animal                                                        | Jean-Baptiste Del Amo   | Gallimard         | Élisabeth Badinter     |
| 2018 | Fief                                                                | David Lopez             | Seuil             | Leïla Slimani          |
| 2019 | Arcadie                                                             | Emmanuelle Bayamack-Tam | P.O.L.            | Riad Sattouf           |